# Petre Moldovan
Petre Moldovan (n. 25 august 1947 - 2009, Viena) a  un fost deputat român în legislatura 1996-2000 și în legislatura 2000-2004, ales în județul Maramureș pe listele partidului USD-PSDR. În legislatura 1996-2000, Petre Moldovan a devenit deputat neafiliat din martie 1999 și a fost membru în grupurile parlamentare de prietenie cu India, Republica Austria și Republica Africa de Sud. În legislatura 2000-2004, Petre Moldovan a fost ales ca deputat pe listele PSDR, a trecut la PSD în iunie 2001 și a fost membru în grupurile parlamentare de prietenie cu Republica Chile și Republica Austria. Conform biografiei sale oficiale, în perioada 1971 - 1989, Petre Moldovan a fost membru PCR.   